# 1993 en santé et médecine
| Années de la santé et de la médecine : 1990 - 1991 - 1992 - 1993 - 1994 - 1995 - 1996    |
| Décennies de la santé et de la médecine : 1960 - 1970 - 1980 - 1990 - 2000 - 2010 - 2020 |

Cet article présente les faits marquants de l'année 1993 en santé et médecine.

## Prix
- Médecins sans frontières obtient le prix Nansen.

## Décès
- 1er mai : Henri F. Ellenberger (né en 1905), psychiatre canadien d'origine suisse.
- 30 août : Henri Warembourg (né en 1905), pneumologue, cardiologue et interniste français.
- 1er novembre : Severo Ochoa (né en 1905), médecin et biochimiste américain d'origine espagnole, lauréat du prix Nobel de médecine, partagé en 1959 avec Arthur Kornberg pour leurs recherches sur la synthèse de l'ARN.
- 7 décembre : Félix Houphouët-Boigny (né en 1905), homme politique ivoirien ayant exercé la médecine de 1925 à 1939.